# Just Schweiz
Die Just International AG mit Sitz in Walzenhausen ist ein international tätiger Schweizer Hersteller von Haushalts-, Körperpflege- und Kosmetikprodukten auf Basis von Pflanzen und Kräutern.

## Geschichte
Das Unternehmen wurde 1930 von Ulrich Jüstrich gegründet. Er war 1923 nach Argentinien ausgewandert und 1927 als Verkäufer einer amerikanischen Bürstenfabrik in Buenos Aires tätig. Zwischen 1928 und 1930 war er Chefvertreter dieser Firma in der Schweiz. Nachdem Jüstrich seine eigene Firma gegründet hatte, nahm er 1932 die Produktion von eigenen Bürsten in der väterlichen Stickereifabrik auf. Die Produkte wurden hierbei über Verkaufsberater vertrieben. Ab 1936 errichtete Ulrichs Bruder Emil eine Verkaufsorganisation in Argentinien. In Argentinien befindet sich seit 1995 die einzige Produktionsstätte ausserhalb der Schweiz.
Ab 1941 begann Jüstrich, unter dem Markennamen JUST kosmetische Produkte zu entwickeln und selbst zu produzieren. Badezusätze, Haarpflege- und Fusspflege-Produkte folgten. Just war in der Schweiz über viele Jahre auch durch ihre Haustür-Vertreter bekannt. 1956 stieg der damals 24-jährige Ernst Jüstrich ins väterliche Unternehmen ein. In 2002 übernahmen Hansueli und Marcel Jüstrich die Leitung des Unternehmens in dritter Generation.

## Produkte
Just entwickelt und produziert Produkte für Gesundheit, Schönheit und Wohlbefinden, darunter Produkte mit Kräuterextrakten und ätherischen Ölen. Die Produkte sind «Made in Switzerland».